# La Bostonnais
La Bostonnais är en kommun i provinsen Québec i Kanada. Den ligger i regionen Mauricie, i den sydöstra delen av landet, 300 km nordost om huvudstaden Ottawa.